# Corcea
Corcea este un oraș din Albania și reședința regiunii omonime. De aici si din zonele limitrofe provin numeroase familii care au emigrat in România începând cu secolul XIX si XX.

## Nume
Korçë este numit diferit în alte limbi: aromână: Curceaua, Curceauã, Curceau sau Curciau; bulgară: Корча, Korcha sau  Горица, Goritsa (forma arhaică); greacă: Κορυτσά, Koritsá, Gorica; turcă: Görice.

## Personalități
- Anastas Avramidhi-Lakçe (1821 - 1890), om de afaceri, filantrop;
- Nikolla Naço (1843 - 1913), activist, revoluționar;
- Visar Dodani (1857 - 1939), jurnalist, activist;
- Pandeli Evangjeli (1859 - 1949), om politic;
- Dhimitër Ilo (1862 - 1947), activist;
- Thoma Avrami (1869 - 1943), scriitor, jurnalist, activist;
- Spiridon Ilo (1876 - 1950), om politic;
- Dhimitër Zografi (1878 - 1945), activist;
- Pandeli Cale (1879 - 1923), om politic;
- Marigo Posio (1882 - 1932), activistă;
- Dhimitër Beratti (1888 - 1970), jurnalist, avocat, diplomat și om politic;
- Ilo Mitkë Qafëzezi (1889 - 1964), albanist și romanist;
- Andromaqi Gjergji (1928 - 2015), etnolog;
- Bleona Qereti (n. 1979), cântăreață emigrată în SUA;
- Sabien Lilaj (n. 1989), fotbalist;
- Ergys Kaçe (n. 1993), fotbalist;
- Erion Hoxhallari (n. 1995), fotbalist.

## Orașe înfrățite
Korçë este înfrățit cu:
- Cluj-Napoca, România[4]
- Salonic, Grecia[5]
- Mitrovica, Kosovo[4]
- Verona, Italia[4]
- Los Alcázares, Spania[4]